# Akragas 2018
La Società Sportiva Dilettantistica Akragas, meglio nota semplicemente come Akragas, è una società calcistica italiana con sede ad Agrigento, in Sicilia. Nella stagione 2024/2025 ha militato in Serie D, la quarta divisione del campionato di calcio italiano. A sette giornate dal termine, la compagine si è ritirata proseguendo con il solo settore giovanile.

## Storia

### Le origini del calcio agrigentino e la fondazione dell'Akragas (1939)

Carmelo Di Bella, primo allenatore del rinnovato Akragas

Le origini del calcio ad Agrigento risalgono ai primi anni trenta, con una squadra formata da giovani liceali di nome Associazione Calcio Agrigento che utilizzava per le sue partite il campetto dei salesiani vicino alla Cattedrale di Agrigento, oppure nel Piano Sanfilippo, attuale Piazza Rosselli. In pieno regime fascista il calcio incominciava a ottenere grande seguito di spettatori, questo grazie anche all'enorme pubblicità derivante dai Mondiali vinti dalla Nazionale di Vittorio Pozzo. Una prima uscita ufficiale fu quella contro calciatori olandesi che si trovavano a Porto Empedocle. Negli anni quaranta la squadra della città dei Templi è ancora l'A.C. Agrigento, poi fallita nel 1952.
Fu invece poco prima dell'entrata dell'Italia in guerra, nel 1939, che venne fondata l'Akragas che prendeva il nome di Segretariato Nazionale Gioventù Akragas. In questo periodo il club, che aveva le maglie viola, non era altro che una piccola squadra locale. La svolta arrivò proprio nel 1952 in conseguenza del totale fallimento dell'Agrigento, che sparì per sempre. Gli appassionati sportivi Enzo Lauretta, Carmelo Nobile, Giuseppe Gentile, Francesco Alaimo, Franco Pirrone, "Lillo" Burgio, Nino Riccobono, Michele Mongiovì e Raimondo Firetto colsero infatti immediatamente l'occasione per presentare la loro società come la nuova rappresentante del calcio agrigentino costretto a ripartire da zero. I soci modificarono quindi la denominazione sociale nel più standardizzato Unione Sportiva Akragas, spostarono la sede al piano terra del Palazzo Municipale di Agrigento, ma soprattutto cambiarono i colori sociali adottando il biancazzurro del defunto Agrigento, e presero come simbolo quello della città, i tre Giganti, in ricordo dei Telamoni utilizzati dai Greci come alternativa alle gigantesche semicolonne del tempio di Zeus Olimpio. A completare l'opera vi fu la possibilità, offerta dal Lodo Barassi, di iscrivere la rinnovata squadra direttamente in Prima Divisione, incominciando una parabola ascendente. L'operazione ebbe successo: ereditando le simpatie degli orfani tifosi agrigentini, l'Akragas ottenne la Promozione, massima categoria regionale, già nel 1953, la IV Serie nel 1957 e infine la salita assoluta in Serie C nel 1959.

### Gli anni sessanta
Alla soglia degli anni sessanta incominciano nuove avventure con la promozione per l'U.S. Akragas. Alla prima stagione in terza serie nazionale, la 1959-1960, ottiene un ottimo 8º posto che vale la permanenza per un altro anno. In quella 1960-1961 arriva 13º mentre in quella successiva, invece, 9º. Nel campionato 1962-1963 si piazza in 3º posizione con 40 punti (miglior piazzamento della squadra e in Serie C). Alla fine il campionato viene vinto dal Potenza con 47 punti e per l'Akragas sfuma dunque la promozione storica in Serie B. L'anno 1967-1968 verrà ricordato per la retrocessione in Serie D, con la squadra arrivata terzultima con 29 punti e oltre a ciò per l'avvenuta prematura scomparsa del giocatore Antonio Caviglia in un incidente stradale.

### Gli anni settanta

Una formazione dell'Akragas 1977-1978

Negli anni 1970-80 il sodalizio biancazzurro tocca il punto più basso della sua storia, con la retrocessione in Promozione e nel campionato di Serie D 1974-1975 la società diventa una S.p.A. Quattro anni dopo, al termine della stagione 1977-1978 i biancazzurri ritornarono in Promozione, realizzando un totale di 43 punti.

### Gli anni ottanta
La promozione in Serie C2 giunge solo nei primi anni ottanta, con a capo il presidente Luigi Zicari e l'allenatore Alvaro Biagini nel campionato 1982-1983. L'Akragas vince il campionato con 45 punti arrivando seconda dopo il Messina conquistando la promozione in Serie C1.

Una formazione dell'Akragas 1983-1984

Il primo anno i giganti, con Franco Scoglio in panchina, riusciranno a ottenere lusinghieri risultati, riuscendo a piazzarsi a metà classifica. Il campionato verrà vinto dal Bari che andrà in Serie B insieme con il Taranto, piazzatosi secondo. Scoglio verrà esonerato a poche giornate dal termine del campionato e sostituito dall'allenatore in seconda Giovanni Bruccoleri. Da ricordare le vittorie esterne al Vestuti di Salerno per 2 a 0 e a Casarano per 2 a 0. Nel secondo anno di Serie C1 si parte con Francisco Lojacono in panchina, ma verrà presto esonerato e sostituito con Lucio Mujesan. La sostanza delle cose non cambierà e la squadra arriverà penultima, retrocedendo con qualche rammarico in Serie C2. Nel successivo campionato di C2 1985-1986, uno dei più sciagurati della sua storia, la squadra, pur con un organico di tutto rispetto e sotto la guida di Ignazio Arcoleo, si piazza al sedicesimo posto in classifica e ripete la retrocessione dell'anno precedente. Dopo aver militato per anni nei professionisti, è retrocessa in Serie D.
Dichiarata fallita nella stagione 1988-1989 rimane ancora in Serie D perché verrà rilevata dal presidente Filippo Lentini, che rilevando il Favara, combina la fusione delle due squadre chiamandola Agrigento-Favara per poi rinominarla l'anno successivo 1989-1990 in Agrigento-Hinterland.

### Gli anni novanta
Negli anni novanta la società guidata sempre dal presidente Lentini e dal nuovo allenatore Gargiulo si classifica al decimo posto.
Nel campionato 1991-1992 la società passa al presidente Gaetano Russello con l'allenatore Mauro Zampollini, si rivedrà Giuseppe Catalano quando con Salvatore Schillaci era il braccio destro di Franco Scoglio nel Messina.
Giuseppe Catalano aveva militato nell'Akragas ai tempi della promozione in Serie C1.
Nella stagione 1991-1992 la squadra allenata da Mauro Zampollini arrivò a contendersi lo spareggio con la Polisportiva Calitri. Il primo turno di spareggio vide l'Akragas giocare fuori casa contro la squadra Campana, squadra che arrivò prima nel girone I nel campionato di Serie D, contro l'Agrigento-Hinterland che arriva primo nel girone L: il primo turno si gioca in terra campana e la squadra si aggiudica la vittoria per 3-0. La domenica successiva, allo Stadio Esseneto, l'Akragas vince davanti ai propri tifosi per 3-0. In seguito la squadra da Agrigento-Hinterland cambierà nome in U.S. Akragas.
Nel 1992 il presidente della società, l'imprenditore favarese Gaetano Russello, viene ucciso in un agguato a colpi di lupara.
Nel campionato 1992-1993, con Elio Nicosia alla presidenza, il sodalizio tornerà a chiamarsi Akragas e l'anno dopo si classifica settima. Proprio quell'anno l'Akragas entra nella bufera spaccandosi sul caso Mosti che Nicosia aveva radiato dopo appena sette giornate di campionato. Questo fatto provoca la protesta dell'Amministratore Delegato Franco Miccichè per il quale il licenziamento del Mosti è da considerarsi nullo, dato che un provvedimento del genere doveva essere prima espresso dal Consiglio di Amministrazione.
Nell'estate del 1994 l'Akragas viene radiata. Nel frattempo, riparte dal campionato di Eccellenza Sicilia 1994-1995, venendo radiata alla ventisettesima giornata in seguito alla quarta rinuncia. L'anno dopo, riparte dunque dal campionato di Seconda Categoria, vincendolo. Nella stagione 1996-1997, con Alfredo Prado come presidente, la squadra vince la Coppa Sicilia battendo in finale la Termitana. L'anno successivo perde lo spareggio promozione contro l'Augusta.
Il 4 agosto 1999, avviene la fusione con l'A.C. Agrigento, nel frattempo retrocesso in Eccellenza al termine del Campionato Nazionale Dilettanti 1998-1999, dando vita all'Akragas Calcio.

### Gli anni duemila
Nel 2002 la squadra viene acquistata dal palermitano Gaetano Seidita che resterà in carica per due anni, portandola a disputare la finale play-off regionale contro l'Alcamo in campo neutro a Marsala.
Nella stagione 2005-2006, con Giuseppe Deni presidente e Roberto Boscaglia alla guida tecnica, il club vince sia la prima Coppa Italia Dilettanti Sicilia venendo eliminata nella fase nazionale dal Rosarno sia la finale play-off regionale contro Enna e Nissa, perdendo le finali nazionali contro il Fasano. La stagione successiva la squadra passa a Giuseppe Di Rosa, titolare di una scuola di calcio locale ma anche quell'anno l'Akragas fallisce l'obiettivo e così anche nella stagione successiva, visti i risultati non soddisfacenti, lascia la società. Seguono altre annate anonime nel primo livello regionale.

### Gli anni duemiladieci
La storica squadra di Agrigento viene rifondata nel luglio 2011, quando dalle ceneri dell'Agrigentina Calcio ovvero la seconda squadra cittadina, viene fondata una nuova società che assume la denominazione di Associazione Sportiva Dilettantistica Akragas Città dei Templi, e da lì per l'Akragas sarà l'anno della svolta. La nuova società, formata da diversi soci locali, ritorna quindi in campo nella stagione 2011-2012, nel girone A del campionato di Eccellenza Sicilia, perdendo il 17 giugno 2012 la finale dei playoff nazionali con la Cavese allo stadio Esseneto davanti a 5000 spettatori. Nell'estate 2012 viene nominato Silvio Alessi come presidente e nel 2013 il Gigante ottiene la promozione in Serie D nell'annata seguente, vincendo il girone di Eccellenza con Pino Rigoli in panchina.
Nella stagione 2013-2014 la squadra termina in seconda posizione dietro il Savoia allenato da Vincenzo Feola. I giganti, dopo un secondo posto finale, arrivano fino alla finale dei play-off perdendo ai rigori contro la Correggese.
Nella stagione 2014-2015 l'Akragas riparte con l'intento di vincere il campionato e dopo un inizio travagliato con mister Betta, cambia allenatore scegliendo Vincenzo Feola che il 26 aprile 2015, con due giornate di anticipo e al termine della partita HinterReggio - Akragas finita 1-1, riporta la squadra dei templi nei professionisti dopo 21 anni e con due giornate d'anticipo dal termine del campionato di Serie D. In quanto vincitrice del girone viene ammessa alla poule scudetto, nella quale compie un ottimo cammino: dopo aver vinto il Triangolare 3 eliminando la Fidelis Andria e la Lupa Castelli Romani, vince la semifinale contro la Maceratese; prima squadra siciliana a giocarsi la Finale per lo scudetto, la perde per 5-3 ai calci di rigore contro la Siena, dopo che la partita si era chiusa sul 2-2 al 90'.
Alla fine del campionato, nel mese di giugno del 2015, arriva un imprenditore italo-bulgaro, Marcello Giavarini, che, interessato al club biancazzurro, successivamente acquisisce il 54% delle azioni della società; di essa né diverrà anche Presidente onorario.
La prima stagione nella nuova Lega Pro si conclude con una salvezza raggiunta all'ultima giornata, grazie al pareggio per 1-1 con la capolista Benevento, e nella "Coppa Italia Lega Pro 2015-2016" la squadra, dopo un gran percorso, viene eliminata ai quarti di finale venendo sconfitta dal Foggia (poi detentore della competizione) ai rigori, dopo che entrambe le squadre terminarono con un risultato di 1-1. La stagione successiva si rivela più sofferta in quanto la compagine agrigentina è costretta a disputare i play-out per restare nella categoria: grazie a due pareggi contro il Melfi (0-0 in Basilicata e 1-1 all'Esseneto) e in virtù del miglior piazzamento in classifica, il club dei templi centra la salvezza per il secondo anno di fila; in seguito viene ammesso e iscritto regolarmente alla nuova Serie C per l'annata 2017-2018.
La stagione della squadra di Agrigento si rivela una delle peggiori stagioni della storia biancazzurra, difatti, una stagione di crisi nera caratterizzata da un nuovo record negativo: nel mese di dicembre del 2017, con il Gigante in ultima posizione e in crisi societaria (con una compresa penalizzazione di 3 punti per gli stipendi non pagati), viene aperta una trattativa con un altro imprenditore italo-svizzero, Roberto Nava, e intanto Giavarini cede tutte le quote e si dimette, ma nel giro di pochi giorni l'operazione per l'acquisto dell'intero pacchetto delle azioni fallisce e l'Akragas resta solamente in mano a Silvio Alessi, già presidente reo. Dopo Nava, si presentano una cordata di iraniani, ma anche questo tentativo di acquisto risulta essere in difficoltà, poiché data la situazione di caos e le conseguenti scarse sicurezze economiche dei siciliani e la situazione burocratica degli investitori.
Nel corso di una conferenza stampa, il 25 gennaio 2018 il presidente Alessi, dopo sei anni in carica e dopo le proteste da parte dei tifosi, rassegna le proprie dimissioni da presidente e da amministratore dei biancazzurri e il club, oltre a un'ipotesi di fallimento dietro l'angolo, successivamente, viene affidato momentaneamente al sindaco di Agrigento Lillo Firetto.
Nel marzo dello stesso anno il sodalizio subisce un'altra penalizzazione di 2 punti da scontare nel corrente anno sportivo, da parte del TFN, per una violazione nei confronti della Covisoc e, tra le altre società, la subisce assieme ai cugini del Siracusa e ad altre due compagini: Arezzo e Vicenza.
Il 31 marzo, a seguito della sconfitta casalinga contro la Virtus Francavilla nella trentatreesima giornata e dopo 3 vittorie, 6 pareggi e 22 sconfitte, diviene aritmetica la retrocessione della matricola akragantina in Serie D, con soli 10 punti in classifica all'ultimo posto, a 16 punti di distanza dalla penultima classificata, il Fondi.
Nella classifica finale, in seguito ad altri deferimenti, l'Akragas chiuse con 0 punti, poi, nell'estate successiva non si iscrive alla quarta serie nazionale di calcio a causa dell'impossibilità di sostenere gli sforzi economici relativi alla partecipazione del campionato, e pertanto è stata messa in liquidazione.

### Dal fallimento alla rinascita

Lo stemma usato dal 2019 al 2022

Nell'estate del 2018 un gruppo di tifosi con a capo il presidente Salvatore Bottone e l'assessore Giovanni Amico danno vita all'Associazione Sportiva Dilettantistica Olimpica Akragas, che ripartirà dal campionato di Promozione e finirà per piazzarsi al quarto posto disputando i play-off.
A luglio del 2019, la società viene rilevata dall’ex presidente Giovanni Castronovo e il successivo 22 agosto, ha cambiato denominazione in  Associazione Dilettantistica Akragas 2018 e dopo aver fatto domanda di ripescaggio è stata ammessa nel girone A del campionato di Eccellenza. Il 16 aprile 2023 centra la promozione in Serie D.
La prima stagione nel massimo campionato dilettantistico termina con una salvezza tranquilla. La stagione 2024/2025 si rivela molto complicata complice una forte crisi finanziaria, in più il mancato cambio di proprietà ha aggravato la situazione della squadra agrigentina che a lungo andare si ripercuote sul campo. Il 12 marzo 2025, con la squadra ultima in classifica (solo 15 punti raccolti) con un distacco di -15 punti dalla salvezza diretta e -8 dai play-out, la proprietà decide di ritirare il club dal campionato di Serie D dopo la 27ª giornata, proseguendo esclusivamente con il settore giovanile.

## Colori e simboli

### Colori

Una formazione dell'Akragas 1985-1986 in maglia rossa

Il primo colore sociale fu il viola. A partire dal 1952 fu introdotto il nuovo abbinamento bianco-azzurro, in segno di continuità con l'Agrigento, altra realtà cittadina scomparsa proprio quell'anno.
Negli anni cinquanta le maglie casalinghe erano bianche con righe strette azzurre, mentre quella di trasferta era bianca con calzoncini blu. Nel decennio successivo la maglia adottò anche una striscia orizzontale azzurra. Tra il 1970 e il 1980 fu utilizzato soprattutto un completo con maglia interamente blu con dettagli bianchi e calzoncini bianchi o blu. Al contrario, la seconda maglia era bianca con dettagli blu. Fu utilizzata anche una maglia palata biancazzurra.
Nella stagione 1978-1979 fu utilizzato un set inedito: la prima maglia era blu con maniche bianche, la seconda era divisa orizzontalmente col blu che dominava la parte superiore e il bianco quella inferiore e la terza era palata biancazzurra. Con il ritorno in Serie C2 negli anni novanta la squadra indossava una maglia casalinga con le righe azzurre, mentre quella da trasferta era bianca con i bordini delle maniche azzurre e la terza maglia amaranto.
Lo stile è variegato per quanto riguarda le terza maglie proposte nel corso degli anni: si passa da una casacca bianca con maniche blu, casacca bianca con striscia orizzontale blu, a tinta unica o con vari stili di strisce diverse a seconda dell'annata. In varie occasioni l'Akragas indossò una singolare maglia arancione
Nel 2016-2017 la prima maglia è contraddistinta dalla palatura bianco-celeste, la seconda invece è a tinta unica rossa.

### Simboli ufficiali

#### Stemma
Lo stemma sociale è uno scudo ovale palato biancazzurro, che reca al suo interno la denominazione sociale e il disegno dei tre giganti Encelado, Fama e Ceo che reggono tre torri (allegoria della città), mutuato dallo stemma comunale di Agrigento.

#### Inno
L'inno societario ufficiale s'intitola Forza Akragas, scritto dall'artista agrigentino Giovanni Moscato, composto negli anni ottanta all'epoca dei fasti della Serie C1.

## Strutture

### Stadio
L'Akragas disputa le proprie partite casalinghe allo stadio Esseneto, che fu adibito a rettangolo di gioco negli anni trenta. Lo stadio del Littorio fu inaugurato nel 1931 dal presidente dell'opera nazionale balilla Renato Ricci. Dopo la guerra lo stadio cambiò nome per ricordare la figura dell'atleta Esseneto, che trionfò ai giochi di Elea nel V secolo a.C., e si presentava diversamente da come è oggi: due tribune laterali ai fianchi del terreno e due curve, chiamate allora solamente "prato".
Nei primi anni ottanta lo stadio Esseneto ha ospitato due prestigiose gare amichevoli che il club biancazzurro ha disputato contro il Catanzaro nel 1981 e l'Avellino nel 1983, formazioni che all'epoca militavano in Serie A.
Negli anni novanta lo stadio Esseneto si trasforma: viene realizzato il campo di gioco in erba, misura 110 metri in lunghezza e 63 in larghezza, vengono realizzate due curve: la Nord (riservata in parte alla tifoseria ospite) e la Sud frequentata dalla parte del tifo più calorosa.
Lo stadio ha una capienza massima di teorici 12.000 spettatori. Essendo a rischio di chiusura per motivi di sicurezza, nel 2010 la capienza è stata ridotta alla sola tribuna coperta, per un totale di 400 posti, dalla Commissione Comunale di Vigilanza per i locali di pubblico spettacolo.
A settembre 2012 è stato rifatto il manto erboso.

### Centro di allenamento
L'Akragas effettua gli allenamenti presso il campo di calcio sito nel quartiere Fontanelle di Agrigento.

## Società

### Organigramma societario
Di seguito l'organigramma societario tratto dal sito ufficiale della società:
- Giuseppe Deni- Presidente
- Carmelo Callari- Vice Presidente
- Giuseppe Cammarata- Direttore Sportivo
- Nando Fasone - Social Manager
- Davide Sardo - Addetto stampa
- Giuseppe Zuppardo - Fotografo ufficiale

### Sponsor
| Cronologia degli sponsor tecnici - 1939-1985 Non presente - 1985-1987 NR - 1997-2012 Legea - 2012-2013 Zeus - 2013-2014 Legea - 2014-2015 Erreà - 2015-2018 Legea - 2018-2019 Givova - 2019-2020 Joma - 2020-2021 Kappa - 2021-2022 Akagras - 2022-2023 Evol - 2023-2025 Ready Sport | Cronologia degli sponsor ufficiali - 1939-1983 Non presente - 1983-1985 Eurass - 1985-1991 Non presente - 1991-1992 R7 Alimentari - 1992-1993 Città di Agrigento - 1993-2001 Non presente - 2001-2005 Città di Agrigento - 2006-2007 Guaraldo - 2007-2008 Acqua Milicia - 2009-2010 Mancuso Gelati - 2010-2011 Gruppo Pelonero - 2011-2012 Lupo Cinema - 2012-2013 Nobile Gas - 2013-2018 Enel - 2018-2019 Non presente |

## Allenatori e presidenti
Di seguito la cronologia degli allenatori e dei presidenti dall'anno di fondazione a oggi:
- 1939-1952 ...
- 1952-1954  Carmelo Di Bella
- 1954-1955  Guido Dossena
- 1955-1956  Ulisse Giunchi
 Giuseppe Bradaschia
- 1956-1959  Guido Dossena
- 1959-1960  Guido Dossena
 Gaspare Gallo
 Ottorino Dugini
- 1960-1961  Egizio Rubino
 Enzo Bellini
- 1961-1962  Attilio Torresani
- 1962-1964  Manlio Bacigalupo
- 1964-1965  Attilio Torresani
 Gaspare Gallo
- 1965-1966  Ettore Mannucci
- 1966-1967  Gaspare Gallo
 Lorenzo Vellutini
 Vincenzo Marsico
- 1967-1968  Sergio Realini
 Benito Brugnera
- 1968-1969  Dante Pagni
 Vincenzo Marsico
 Franco Radaelli
 Gaspare Gallo
- 1969-1970  Manlio Bacigalupo
- 1970-1971  Augusto Vaccari
 Gaspare Gallo
 Carlo Maluta
- 1971-1972  Pietro Grasselli
 Giancarlo Rodolfi
- 1972-1973  Giancarlo Rodolfi
 Gerardo Zamengo
- 1973-1974  Giorgio Michelotti
 Guerino Braggio
- 1974-1975  Ottorino Dugini
 Benito Brugnera
- 1975-1976  Giuseppe Caramanno
 Ferruccio De Fazio
- 1976-1977  Carmelo Del Noce
 Lorenzo Vellutini
 Gaspare Gallo
- 1977-1978  Salvatore Di Gaetano
- 1978-1979  Alvaro Biagini
- 1979-1980  Gianni Gennari
 Silvio Bevilacqua
 Costantino Lo Bosco
- 1980-1981  Alvaro Biagini
- 1981-1982  Alvaro Biagini
 Giovanni Bruccoleri
- 1982-1983  Egizio Rubino
- 1983-1984  Egizio Rubino
 Franco Scoglio
 Giovanni Bruccoleri
- 1984-1985  Francisco Lojacono
 Lucio Mujesan
- 1985-1986  Ignazio Arcoleo
- 1986-1987  Guido De Maria
- 1987-1988  Tonino Lorenzini
 Domenico Pulvirenti
 Gaetano Longo
- 1988-1989  Agostino Alzani
- 1989-1990  Antonino Morana
 Franco Scarano
- 1990-1991  Domenico Gargiulo
- 1991-1992  Mauro Zampollini
- 1992-1993  Mauro Zampollini
 Angelo Busetta
- 1993-1994  Pier Giuseppe Mosti
- 1994-1995  Giancarlo Rodolfi
 Matteo Colucci
- 1995-1996  Angelo Caramanno
 Maurizio Vullo
- 1996-1997  Angelo Caramanno
 Angelo Posante
 Raffaele Militello
- 1997-1998  Angelo Caramanno
 Giuseppe Catalano
- 1998-1999  Piero Lombardi
- 1999-2000  Gaetano Longo
 Lanfranco Barbanti
 Francesco Nobile
- 2000-2001  Giuseppe Catalano
- 2001-2002  Angelo Greco
 Giuseppe Catalano
 Raffaele Militello
 Roberto Satorini
- 2002-2003  Domenico Bellomo
 Antonello Capodicasa
- 2003-2004  Antonello Capodicasa
- 2004-2006  Roberto Boscaglia
- 2006-2008  Domenico Bellomo
- 2008-2009  Alessandro De Caro
 Giovanni Pappalardo
 Giuseppe Catalano
- 2009-2010  Orazio Pidatella
 Dino De Rosa
- 2010-2011  Pino La Bianca
 Santino Nuccio
 Francesco Nobile
- 2011-2012  Vincenzo Montalbano[21]
 Giuseppe Raffaele
 Vincenzo Montalbano[22]
- 2012-2014  Pino Rigoli
- 2014-2015  Giancarlo Betta
 Vincenzo Feola
- 2015-2016  Nicola Legrottaglie
 Pino Rigoli
- 2016-2017  Raffaele Di Napoli
- 2017-2018  Raffaele Di Napoli
 Leo Criaco
- 2018-2019  Giovanni Falsone
- 2019-2020  Corrado Mutolo 
 Salvatore Vullo
- 2020-2021  Francesco Di Gaetano
- 2021-2022  Giuseppe Anastasi 
 Nicolò Terranova
- 2022-2023  Nicolò Terranova
- 2023-2024  Marco Coppa
- 2024-2025  Lillo Bonfatto
 Pino Rigoli
 Lillo Bonfatto
 Giancarlo Favarin

- 1939-1951 ...
- 1951-1952  Carmelo Nobile
- 1952-1958  Enzo Lauretta
- 1958-1967  Francesco Alaimo
- 1967-1976  Franco Pirrone
- 1976-1978  Antonio Siracusa
- 1978-1982  Luigi Zicari
- 1982-1985  Calogero Bruccoleri
- 1985-1986  Giuseppe Randazzo
- 1986-1988  Domenico Marchica
- 1988-1991  Filippo Lentini
- 1991-1992  Gaetano Russello
- 1992-1994  Elio Nicosia
- 1994-1999  Alfredo Prado
- 1999-2003  Gaetano Seidita
- 2003-2004  Alfredo Prado
- 2004-2006  Giuseppe Deni
- 2006-2007  Giuseppe Di Rosa
- 2007-2008  Giuseppe Di Rosa
 Calogero Pontei
- 2008-2009  Calogero Pontei
 Gioacchino Sferrazza
- 2009-2010  Gioacchino Sferrazza
- 2010-2011  Gioacchino Sferrazza
 Francesco Maraventano
- 2011-2012  Giovanni Castronovo
- 2012-2015  Silvio Alessi
- 2015-2017  Marcello Giavarini e  Silvio Alessi
- 2017-2018  Silvio Alessi
- 2018-2019  Salvatore Bottone
- 2019-2020  Giovanni Castronovo
- 2020-2021  Sonia Giordano
- 2021-2022  Giuseppe Deni
- 2022-2023  Giancarlo Rosato
- 2023-2024  Giuseppe Deni
 Roberta Lala
- 2024-2025  Carmelo Callari

## Palmarès

### Competizioni interregionali
- Campionato italiano di Serie D: 2

1980-1981 (girone F), 2014-2015 (girone I)
- Campionato Interregionale: 1

1991-1992 (girone L)

### Competizioni regionali
- Promozione: 2

1956-1957, 1977-1978 (girone A)
- Eccellenza: 2

2012-2013 (girone A), 2022-2023 (girone A)
- Prima Categoria: 1

1996-1997
- Seconda Categoria: 1

1995-1996 (girone M)
- Coppa Italia Dilettanti Sicilia: 1

2005-2006
- Coppa Sicilia: 1

1996-1997 (girone H)

### Altri piazzamenti
- Serie C2:

secondo posto: 1982-1983 (girone D)
- Serie C:

terzo posto: 1962-1963 (girone C)
- Trofeo Jacinto

Finalista: 1991-1992
- Serie D:

secondo posto: 1969-1970 (girone I), 2013-2014 (girone I)
terzo posto: 1978-1979 (girone F), 1979-1980 (girone F)
- Campionato Interregionale:

secondo posto: 1958-1959 (girone H)
- Eccellenza:

secondo posto: 2003-2004 (girone A), 2005-2006 (girone B)
terzo posto: 2011-2012 (girone A)
- Promozione:

secondo posto: 1953-1954, 1997-1998 (girone D)
- Prima Divisione:

secondo posto: 1952-1953 (girone B)
- Scudetto Serie D:

Finalista: 2014-2015
- Coppa Italia Dilettanti Sicilia:

Finalista: 2022-2023

## Statistiche e record

### Partecipazione ai campionati
Campionati nazionali
| Livello | Categoria                                     | Partecipazioni | Debutto   | Ultima stagione | Totale |
| ------- | --------------------------------------------- | -------------- | --------- | --------------- | ------ |
| 3º      | Serie C                                       | 10             | 1959-1960 | 2017-2018       | 14     |
| 3º      | Serie C1                                      | 2              | 1983-1984 | 1984-1985       | 14     |
| 3º      | Lega Pro                                      | 2              | 2015-2016 | 2016-2017       | 14     |
| 4º      | Campionato Interregionale                     | 1              | 1958-1959 | 1958-1959       | 18     |
| 4º      | Serie D                                       | 12             | 1968-1969 | 2024-2025       | 18     |
| 4º      | Serie C2                                      | 5              | 1981-1982 | 1993-1994       | 18     |
| 5º      | Campionato Interregionale - Seconda Categoria | 1              | 1957-1958 | 1957-1958       | 11     |
| 5º      | Campionato Interregionale                     | 6              | 1986-1987 | 1991-1992       | 11     |
| 5º      | Serie D                                       | 4              | 1978-1979 | 2013-2014       | 11     |

L'Akragas ha partecipato a un totale di 43 campionati a livello nazionale, di cui 19 a carattere professionistico tra Serie C/Lega Pro, Serie C1 e Serie C2.
Campionati regionali
| Livello           | Categoria         | Partecipazioni | Debutto   | Ultima stagione | Totale |
| ----------------- | ----------------- | -------------- | --------- | --------------- | ------ |
| 1º                | Promozione        | 5              | 1953-1954 | 1977-1978       | 24     |
| 1º                | Eccellenza        | 19             | 1994-1995 | 2022-2023       | 24     |
| 2º                | Seconda Divisione | 2              | 1950-1951 | 1951-1952       | 6      |
| 2º                | Prima Divisione   | 1              | 1952-1953 | 1952-1953       | 6      |
| 2º                | Promozione        | 3              | 1997-1998 | 2018-2019       | 6      |
| 3º                | Prima Categoria   | 1              | 1996-1997 | 1996-1997       | 1      |
| 4º                |                   |                |           |                 |        |
| Seconda Categoria | 1                 | 1995-1996      | 1995-1996 | 1               |        |

L'Akragas ha partecipato a un totale di 32 campionati a livello regionale.

## Tifoseria

### Storia

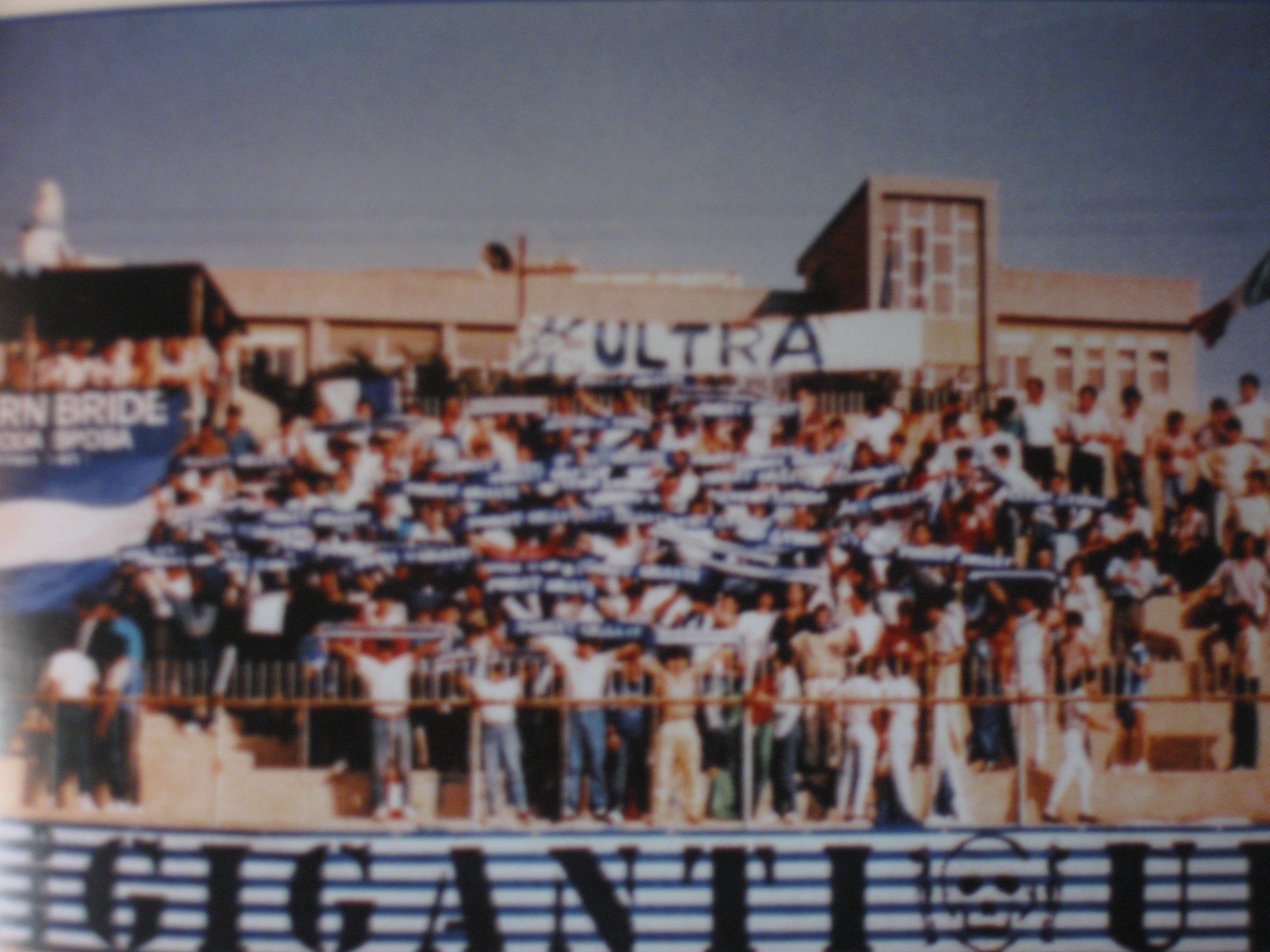
La Fossa dei Giganti negli anni ottanta del XX secolo

La creazione dei primi gruppi di tifosi biancazzurri risale verso la metà degli anni settanta del XX secolo: per la prima volta compare lo striscione dei Commandos Biancoazzurri in gradinata. Tra le stagioni 1981-1982 e 1982-1983 nasce il primo gruppo ultras nella città dei templi, la Fossa dei Giganti, poi fondato definitivamente nel 1984, la quale segue la squadra in trasferta in tanti campi del sud Italia negli anni della Serie C2.
Nel 2002 una nuova generazione di tifosi dà vita al Settore Rigido, che rimane a supporto dell'Akragas nei campionati d'Eccellenza fino al suo scioglimento, nel 2006. Altri gruppi del periodo sono Rabato Crew, Razza Campo e Teste Calde.
Dal 2011 si forma un nuovo gruppo organizzato dal semplice nome Curva Sud, sempre presenti in casa e in trasferta a sostegno della squadra nella stagione 2011-2012 che vede l'Akragas perdere la finale play-off contro la Cavese tra le mura amiche.

### Gemellaggi e rivalità
Con i supporters akragantini, di gemellaggi, vi è un rapporto di fratellanza con il Serradifalco. Esiste un vecchio legame reciproco con la tifoseria della Frattese, ancora oggi esistente. Da molti anni vi è una forte amicizia con la tifoseria del Siracusa (con la quale si disputa il  derby della Magna Grecia), rapporti di stima e amicizia con altre tifoserie: con quella del Palermo (proprio dal 1984 la Fossa dei Giganti è stata direttamente gemellata con gli Indians Palermo per diversi anni), del Gela, del Marsala, del Canicattì, del Mazara e dell'Ebolitana. 
La rivalità da sempre più sentita dai tifosi dell'Akragas è quella con la tifoseria del Licata, con la quale ci si scontra nel derby della Provincia di Agrigento. Tale derby è giocato per più di 30 anni dai professionisti all'Eccellenza ed è stato sempre oggetto di grande partecipazione da parte del pubblico. Rapporti non idilliaci piuttosto accesi esistono anche con le tifoserie corregionali della Nissa, del Trapani, della Pro Favara, del Catania e del Ragusa.